# Comboi dels 31.000
El comboi dels 31 000 del 24 de gener de 1943 és un comboi de deportació que va sortir de Compiègne a França amb destinació al camp de concentració i extermini d'Auschwitz-Birkenau durant la Segona Guerra Mundial. Se l'anomena així perquè les dones deportades del comboi tenien un número de matrícula entre 31.625 i 31.854.
Es tracta del primer i únic comboi mixt amb dones resistents franceses no jueves cap el camp de concentració d'Auschwitz-Birkenau.

## Història
El comboi dit dels 31.000 del 24 de gener de 1943 comprenia 230 dones i 1.530 homes Aquest és el primer comboi conjunta que va portar dones de la resistència francesa en el marc de l'operació Nacht und Nebel (nit i boira). El 85% de les dones eren resistents i la meitat eren comunistes (de 230, 119 són comunistes).
El 24 de gener, les 230 dones són conduïdes a l'estació de mercaderies de Compiègne i pugen als últims quatre vagons per bestiar. A Halle, els vagons d'homes i dones prenen diferents destinacions, les dones són conduïdes cap a Auschwitz i els homes a Sachsenhausen. Van arribar al vespre del 26 de gener a Auschwitz i foren enviades a peu al camp de Birkenau l'endemà.

### Detenció a Auschwitz
Van entrar al camp de concentració d'Auschwitz-Birkenau cantant la Marsellesa el 27 de gener de 1943. Una gran part va morir o va ser assassinada en els primers mesos després de l'arribada, unes quantes el mateix dia. Una epidèmia de tifus i les seleccions per a les cambres de gas fan que de 230 només en quedin viues setanta el 10 d'abril de 1943. Després de la mort de Marie Thérèse Fleury, uns informes sobre les condicions de detenció dels presos polítics arriben a la Creu Roja a través de les famílies dels detinguts, que protesten per les primeres morts. El juliol de 1943, potser arran d'aquests passos amb la Creu Roja, se'ls dona permís per a escriure a les seves famílies. Intenten informar-los utilitzant un llenguatge codificat, perquè la correspondència es tradueix a l'alemany i és vigilada. Els presos que revelen les seves condicions de detenció són castigats.
El 3 d'agost, els detinguts són posats en quarantena i es milloren les condicions de detenció i el nombre de morts disminueix. El 17 d'agost, un fulletó del Front Nacional reprèn a l'emissió de Ràdio Londres de Fernand Grenier i evoca la transferència de preses comunistes a Auschwitz. concentrades prèviament al Fort de Romainville.

### Transferides a Ravensbrück
A partir de gener de 1944 les detingudes són transferides a Ravensbrück. Són posades al bloc «Nacht und Nebel», que els eximeix de les crides i del treball. Del 230 de la partida, només 49 sobreviuen, i de les vint més joves la única sobrevivent va ser Hélène Fournier. Totes es van comprometre a testimoiejar sobre el destí de les seves companyes i de vegades van haver d'anunciar la notícia de la mort a les famílies.

### Homenatge i posteritat

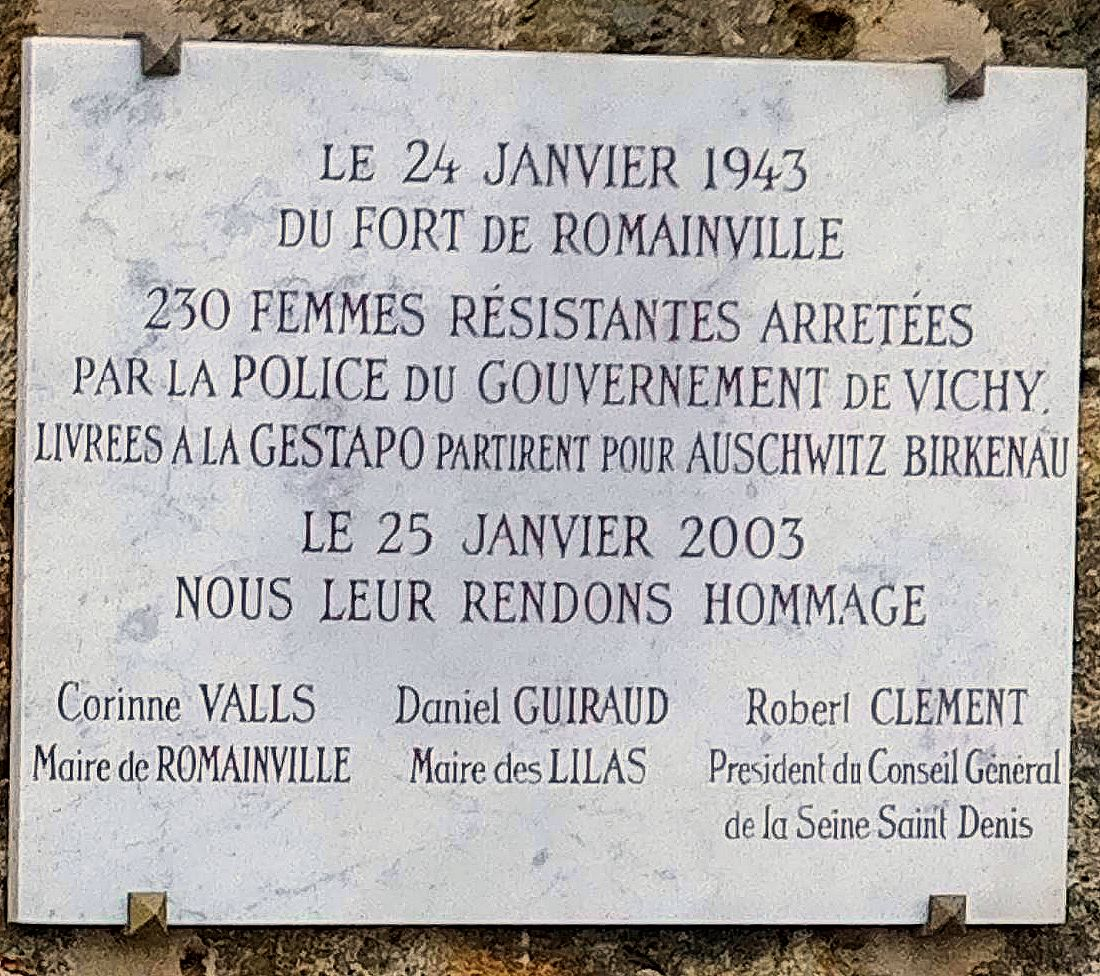
Placa commemorativa al Fort de Romainville

Danielle Casanova va formar part del comboi, així com Marie-Claude Vaillant-Couturier, Hélène Solomon-Langevin, Maï Politzer i Charlotte Delbo. Marie-Claude Vaillant-Couturier va testificar al procés de Nuremberg el 1946.
El comboi dels 31000 va inspirar el llibre de Charlotte Delbo Aucun de nous ne reviendra i el de Caroline Moorehead A Train in Winter. El 25 de gener de 2003, pel 60è Aniversari del comboi, es va exposar una placa commemorativa al Fort de Romainville, a la dreta del portal d'accés. Un festival de teatre amateur ret homenatge el 2013 al comboi dels 31000 en una peça de Gérard Thévenin.

## Llista de deportades del Comboi dels 31.000
- Jeanne Alexandre, nascuda Borderie, dita Muguette, resistent FTPF, matrícula 31779, morta el 8 de març de 1943 de disenteria al revier de Birkenau, homologada ajudant de la Resistència francesa, estatut de deportat resistent[12]
- Marie Alizon, membre de la réseau Johnny, matrícula 31777, morta al revier el 4 juny de 1943 a causa d'una otitis[6][13][14]
- Simone Alizon, matrícula 31776, dita Poupette, germana de Marie Alizon[6][13]
- Maria Alonso, dita Josée, matrícula 31778, infermera, resistent comunista, morta d'una doble pneumònia a mitjans de febrer de 1943[15]
- Yvonne B., morta durant el curs de la selecció del 10 de febrer de 1943, originària d'Indre i Loire, esposa d'un granger presoner de guerra, no va revelar el seu embaràs perquè no se sabés de la seva relació amb un altre home.[6]
- Marie-Jeanne Bauer, nascuda Gantou, matrícula 31651, infermera, resistent comunista, supervivent (el seu marit, Jean-Paul Bauer, fou afusellat a Mont-Valérien el 23 de maig de 1942)[16]
- Félicienne Bierge, nascuda Pintos el 9 de juny de 1914, matrícula 31734, resistent comunista, supervivent (el seu marit, Raymond Bierge, fou afusellat a Souge el 21 de setembre de 1942)[17]
- Jeanne Beskine, dita Eugenia, matrícula 31837, morta el 12 de febrer de 1943 al bloc 25.[18]
- Antoinette Bibault, sospitosa d'haver denunciat als membres de la Rèsistancia[6]
- Rose Blanc, dita Rosette, matrícula 31652, presidenta de l'Union des Jeunes Filles de France, va agafar el tifus i va morir l'abril de 1943[19]
- Hélène Allaire, nascuda Bolleau,[6] supervivent, filla d'Emma Bolleau, matrícula 31807[20]
- Emma Bolleau, nascuda Laumondais, matrícula 31806, mare d'Hélène Bolleau, va ser detinguda quan portava un paquet a la seva filla i morí de disenteria 20 de març de 1943[21]
- Yvonne Bonnard, matrícula suposada 31607, morta el 7 d'abril de 1943 segons el registre, en febrer de 1943 segons els supervivents[22]
- Hélène Brabander, matrícula 31695, fou admesa al revier, va contraure el tifus i va morir el 23 de maig de 1943 segons l'acta de defunció, el 12 o el 13 de maig segons els supervivents[23]
- Sophie Brabander, matrícula 31694, falla la prova de la selecció de la cursa de 10 febrer 1943, és transferida al bloc 25, que serveix com una avantcambra a les cambres de gas, i és morta el 22 de febrer de 1943[23][6]
- Léona Bouillard, originària de les Ardenes, morta en la segona crida després de la seva arribada a Birkenau[6]
- Danielle Casanova, odontòloga, esposa de Laurent Casanova, morta de tifus el 9 de maig de 1943[24]
- Yvonne Cavé, va morir de congelació a les cames després de robar-li les sabates[6]
- Cécile Charua, el cigne d'Enghien, supervivent, matrícula 31650[6][25]
- Marguerite Chavaroc, nascuda Bauché, matrícula 31796, morta de disenteria el 12 de març de 1943[26]
- Marie Chaux, originària de Chalon-sur-Saône, alça la mà durant una crida per unir-se als ancians i és executada[6]
- Sylviane Coupet, nascuda el 15 d'agost de 1925, matrícula 31804, filla d'un suboficial de l'exèrcit colonial, morta l'agost de 1943[27]
- Suzanne Costantin, nascuda Boineau, matrícula 31765, apallissada fins a la mort pels guardians, va agonitzar tota la nit i va morir al revier el 31 de març de 1943[6][8][28]
- Charlotte Decock,[6] supervivent, treballà de cuinera a Raisko
- Charlotte Delbo,[6] matrícula 31661, supervivent, escriptora, dona de lletres, testimoni de la deportació, morta en 1985[29]
- Madeleine Dissoubray (de casada Odru), matrícula 31660, institutriu i consellera d'orientació, morta en 2012[30]
- Madeleine Perriot, nascuda Doiret, dite Mado, matrícula 31644, supervivent, ajudarà Charlotte Delbo a cercar informacions pel seu llibre.[31][6][8]
- Rachel Deniau, matrícula 31773, nascuda l'1 de maig de 1899 a la Croix-de-Bléré, cartera[32]
- Aimée Doridat, nascuda Godefroy, de Nancy, comunista, matrícula 31767, alliberada per la Creu Roja el 23 d'abril de 1945[33]
- Marie Dubois, propietària d'una cafeteteria a Saint-Denis, que servia com a punt de trobada i una bústia per a la resistència, també aixeca la mà durant la mateixa crida que Maria Chaux i emmetzinada per un metge SS.[6]
- Elisabeth Dupeyron, nascuda Dufour, el 25 d'agost de 1914 a Lormont, Bordeus, matrícula 31731, morta gasejada a Auschwitz després d'havaer contret el tifus[6][34]
- Anne-Marie Machefaux, dita Annette Epaud, nascuda el 14 de novembre de 1900 a La Rochelle, matrícula 31724, Justos entre les Nacions per haver donat aigua a una detinguda del bloc 25, morta gasejada a Auschwitz[6][35]
- Lucienne Ferre, sospitosa d'haver denunciat membres de la Resistència[6]
- Marie-Thérèse Fleury, morta al revier d'un problema cardíac després del registre oficial, la notícia de la seva mort arriba per telegrama al seu marit Emmanuel Fleury[6]
- Rosa Floch, nascuda el 15 de setembre de 1925, la més jove del comboi, morta al revier de Birkenau a començaments de març de 1943[36]
- Hélène Fournier, única dona de Tours supervivent del comboi, morta en 1994
- Marie Louise Gabb, nascuda Thomas el 24 de març de 1891 a Amboise[37] i morta el 16 de febrer de 1943[6]
- Thérèse Gady (casada Lamboy, després Leopold), matrícula 31800, (1918-2012),[38] entrevistada al documental de Michaël Prazan La passeuse des Aubrais (2016).
- Laure Gatet, nascuda Laure Constance Pierrette Gatet de 19 de juliol de 1913< Boussac-Bourg (Crosa), farmacèutica i bioquímica matrícula 31833, morta de disenteria pel 25 de febrer de 1943 a Auschwitz.
- Andrée Gigand, nascuda el 4 de març de 1921 à Ressons-le-Long, filla de Sophie, matrícula 31845, morta poc després de l'arribada al camp de Birkenau[6]
- Sophie Gigand, nascuda Richet el 17 d'abril de 1897 a Beaurevoir, matrícula 31844, esposa d'Alphonse Gigand, membre del Partit Comunista, arrestada per col·laborar amb la Resistència, morta ràpidament, el títol de deportada política li és atribuït en 1955[39]
- Olga Godefroy, nascuda Camus, de Nancy, comunista, morta el 26 de febrer de 1943 després d'haver rebut un cop de bastó que li fracturà la columna vertebral[40]
- Francisca Goutayer, dita Cica, matrícula 31780, cambrera al Restaurant Parisien de Tours, denunciada per Antoinette Bibault, morta al revier de Birkenau l'abril de 1943[41]
- Jeanne Claire Granperret, nascuda Bergoend, matrícula suposada 31770, morta a causa d'una erisipela al revier al costat de Marie-Jeanne Pennec[42]
- Aminthe Guillon, nascuda Auger el 7 de juny de 1884 a Courbillac, resistent FTPF, esposa de Prosper Guillon, afusellat a Souge el 21 de setembre de 1942, matrícula 31729, enviada a la « cursa » el 10 de febrer de 1943, morta al bloc 25 el 26 de febrer de 1943[43]
- Yvette Guillon, nascuda Sardet el 26 de maig de 1911 a Saint-Médard,[44] matrícula 31730, fillastra d'Aminthe Guillon, resistent FTPF, morta el 16 de març de 1943, d'una « septicèmia flegmonosa » segons l'acta de decès del camp (el seu marit, Jean Guillon, formava part dels afusellats a Souge el 21 de setembre de 1942)[45]
- Adélaïde Hautval, metgessa i psiquiatra alsaciana assignada al bloc 10 del Dr. Carl Claubert, es nega a continuar els experiments mèdics en les dones jueves i va aconseguir escapar del bloc fent-se passar per morta, visqué fins al 1988[6]
- Jeanne Herschtel, nascuda el 5 de novembre de 1911, jueva, suposadament arrestada per denúncia, morta en febrer de 1943[46]
- Jeanne Hervé, sospitosa d'haver denunciat membres de la Resistència[6]
- Germaine Jaunay, matrícula 31782, nascuda Mouzé el 12 d'octubre de 1898 a Francueil, al lloc dit « La Bergerie », tia de Rachel Deniau, morta al revier de Birkenau als 53 anys[47]
- Marie-Louise Jourdan, nascuda Bonnot, matrícula 31665, morta de tifus l'abril de 1943[48]
- Emilia Kérisit, dita Léa, matrícula 31783, nascuda Baliteau el 30 de juliol de 1895 a Jaunay-Clan, infermera, cooperà sovint amb Jeanne Goupille a la xarxa d'ajuda als clandestins, arrestada el 23 de setembre de 1942, malalta de tifus en abril, atordida per un torturador l'abril de 1943, morta a conseqüència de la ferida[49] el 25 de maig de 1943.
- Gisèle Kotlerewsky, deportada de Drancy, colpejada fins a la mort per un SS, filla de Marguerite Kotlerewsky[6]
- Marguerite Kotlerewsky, internada al bloc 26, deportada de Drancy, mare de Gisèle, deixa de menjar després de l'assassinat de la seva filla[6]
- Léa Lambert, nascuda Durbeck el 9 d'abril de 1892 a Rocroi, resistent de l'OCM, morta en març de 1943[50]
- Berthe Lapeyrade, es va ensorrar d'esgotament als pantans i és colpejada fins a la mort amb una pala per un SS
- Marcelle Laurillou, nascuda Mardelle el 19 de novembre de 1914 a Perrusson, denunciada per una dona denominada Email, morta de disenteria el 20 d'abril de 1943 a Birkenau[51]
- Louise Amand, nascuda Lavigne, dita Anaïse o Nayette, matrícula 31669, morta pel 25 de març de 1943 a Birkenau[52]
- Marcelle Lemasson, nascuda Béziau, supervivent, matrícula 31670, va contraure el tifus però sobrevisqué[53]
- Elisabeth Le Port, matrícula 31786, nascuda el 9 d'abril de 1919 a Lorient, Morbihan, mestra, denunciada per un dels seus alumnes,[2] morta de disenteria el 14 de març de 1943 als 24 anys al revier de Birkenau, fou posada una placa commemorativa a la seva classe a Saint-Christophe-sur-le-Nais[54]
- Germaine Maurice, matrícula 31788, nascuda el 8 de maig 1918 a Vou, morta d'una pneumònia al revier de Birkenau el 23 de febrer de 1943[55]
- Olga Melin, nascuda Méru, matrícula 31708, impresora, morta en el bombardeig després de l'alliberament dels camps en 1945
- Marthe Meynard, nascuda Brillouet, supervivent, matrícula 31675[56]
- Simone Miternique, nascuda Brunet, matrícula 31709, morta als inicis de la seva detenció a Auschwitz[57][8]
- Viva Nenni, filla de Pietro Nenni, nascuda a Ancona el 31 d'octubre de 1915, matrícula 31635, morta de tifus a Birkenau[58]
- Marie-Élisa Nordmann-Cohen, enginyera química i doctora en química, alumna de Paul Langevin, deportada a Auschwitz, matrícula 31687, va sobreviure a la deportació (la seva mare no va sobreviure), secretària del consell científic del CEA, després professora de la Universitat d'Orsay i esposa de Francis Cohen, morta en 1993
- Madeleine Normand, nascuda Plantevigne, matrícula 31678, grangera, morta pels cops d'una stubova el 23 de febrer de 1943
- Yvonne Noutari, nascuda Moudoulaud, matrícula 31718, obrera en una fàbrica de botes, morta a Mauthausen després d'un bombardeig el 22 de març de 1945
- Anne-Marie Ostrowska, nascuda Borsch, matrícula 31801, morta als pantans a final de març o principi d'abril 1943[59]
- Madeleine Passot (Madeleine Jégouzo), dita Betty Langlois, matrícula 31668,[6] companya de Lucien Dorland, esposa després de Mathurin Jégouzo, morta a Paris en 2009[60]
- Marie Jeanne Pennec, matrícula 31817, gerent d'una lleteria a Montreuil, supervivent, internada en un psiquiàtric en 1949
- Aurore Pica, morta de sed a Auschwitz[6]
- Germaine Pican, deportada, supervivent, consellera i senadora comunista de 1946 a 1948, morta en 2001
- Paulette Prunières, nascuda Parent, dita Pépée, matrícula 31654, secretària, supervivent, morta en 1989
- Maï Politzer, llevadora, esposa del filòsof i resistent Georges Politzer, afusellat en 1942, morta de tifus a Auschwitz el 6 de març de 1943[61]
- Germaine Renaudin, nascuda Perraux, matrícula 31716, supervivent, finalment perd un ronyó i la mama, morta de càncer generalitzat el 1968
- Marguerite Richier, vídua, mare de set infants
- Odette Richier, filla de Marguerite Richier
- Armande Richier, filla de Marguerite Richier
- France Rondeaux, morta de tifus
- Raymonde Sergent, matrícula 31790, nascuda Delalande el 18 d'agost de 1903 a Saint-Martin-le-Beau, restauradora al Café Hôtel de l'Union, morta el 30 d'abril de 1943 al revier de Birkenau. Fou l'última de les dones de Tours assistida per Hélène Fournier en els darrers moments. Un carrer porta el seu nom a Saint-Martin-le- Beau. Fou condecorada a títol pòstum amb la Medalla de la Resistència Francesa, amb la medalla militar, amb la Medalla de la deportació i de la Creu de Guerra amb palmes[62]
- Simone Sampaix, supervivent, matrícula 31758, filla de Lucien Sampaix[63][64]
- Raymonde Salez, dita Mounette, nascuda el 6 de maig de 1919, a Les Lilas, Seine-Saint-Denis, morta el 4 de març de 1943 a Auschwitz, matrícula 31645, entonà la Marsellesa en entrar al camp de Birkenau[6]
- Hélène Solomon-Langevin, filla de Paul Langevin i Jeanne Desfosses, esposa del físic i resistent Jacques Solomon, afusellat en 1942, matrícula 31684, va sobreviure a la deportació, diputada comunista a l'Assemblea de 1945 a 1946, després bibliotecària del CNRS, es tornà a casar amb André Parreaux, morta en 1995[65]
- Marguerite Stora, nascuda Battais, matrícula 31805, morta al revier d'Auschwitz el 9 de març de 1943 segons el registre[66]
- Andrée Tamisé, colpejada fins a la mort a Auschwitz[6]
- Joséphine Umido, nascuda Bizarri, dita Mado, matrícula 31848, morta l'11 de març de 1943.[67]
- Marie-Claude Vaillant-Couturier, nascuda Vogel, esposa de Paul Vaillant-Couturier, supervivent del camp d'Auschwitz, diputada comunista de 1945 a 1973, morta el 1996
- Jacoba Van der Lee,[6] morta durant la cursa de selecció del 10 de febrer de 1943 organitzada en represàlia per la derrota alemanya a Stalingrad el 2 de febrer de 1943.
- Alice Varailhon, rep un tret d'un SS per haver brandat la nina d'una nena morta el mateix dia.
- Alice Viterbo, nascuda Lumbroso, matrícula 31822, cantant, duta al bloc 25, després de caure a la neu amb la seva cama de fusta, la cama de la fusta roman visible pels seus companys del bloc 26 tres setmanes després de la seva mort.[6][1][8]